# Казимировка (Могилёв)
Казими́ровка (бел. Казімíраўка) — микрорайон в Ленинском районе города Могилёва. Также именуется микрозоной № 12.

## Расположение и транспортная доступность
Микрорайон располагается в северо-западной части Могилёва, на главном въезде в город со стороны Минска, на пересечении двух крупных магистралей — Минского шоссе и ул Грюнвальдской.
В «Казимировку» ходят городские маршруты автобусов, электробусов и маршрутных такси.

## История
До 1978 года — деревня в составе Пашковского сельского совета Могилёвского района. С 31 мая 1978 года — в составе Могилёва. Строительство микрорайона началось ещё в советское время, вместе с его присоединением к городу и будет завершено, согласно генеральному плану по застройке Могилёва, к 2025 году.

## Известные уроженцы
- П. М. Авсеенко (1915—1975) — Герой Социалистического Труда.

## Достопримечательности
Триумфальная арка. Её строительство приурочено к 750-летию Могилёва. Открытие состоялось 9 октября 2018 года. Арку украшают барельефы высоких наград, которых удостоена Могилёвская область. Это ордена Отечественной войны І степени и Ленина.
Также на территории микрорайона расположен Храм Иконы Божией Матери «Всецарица», открывшийся в 2003 году. Имеется памятник погибшим в Великой Отечественной войне.

## Галерея

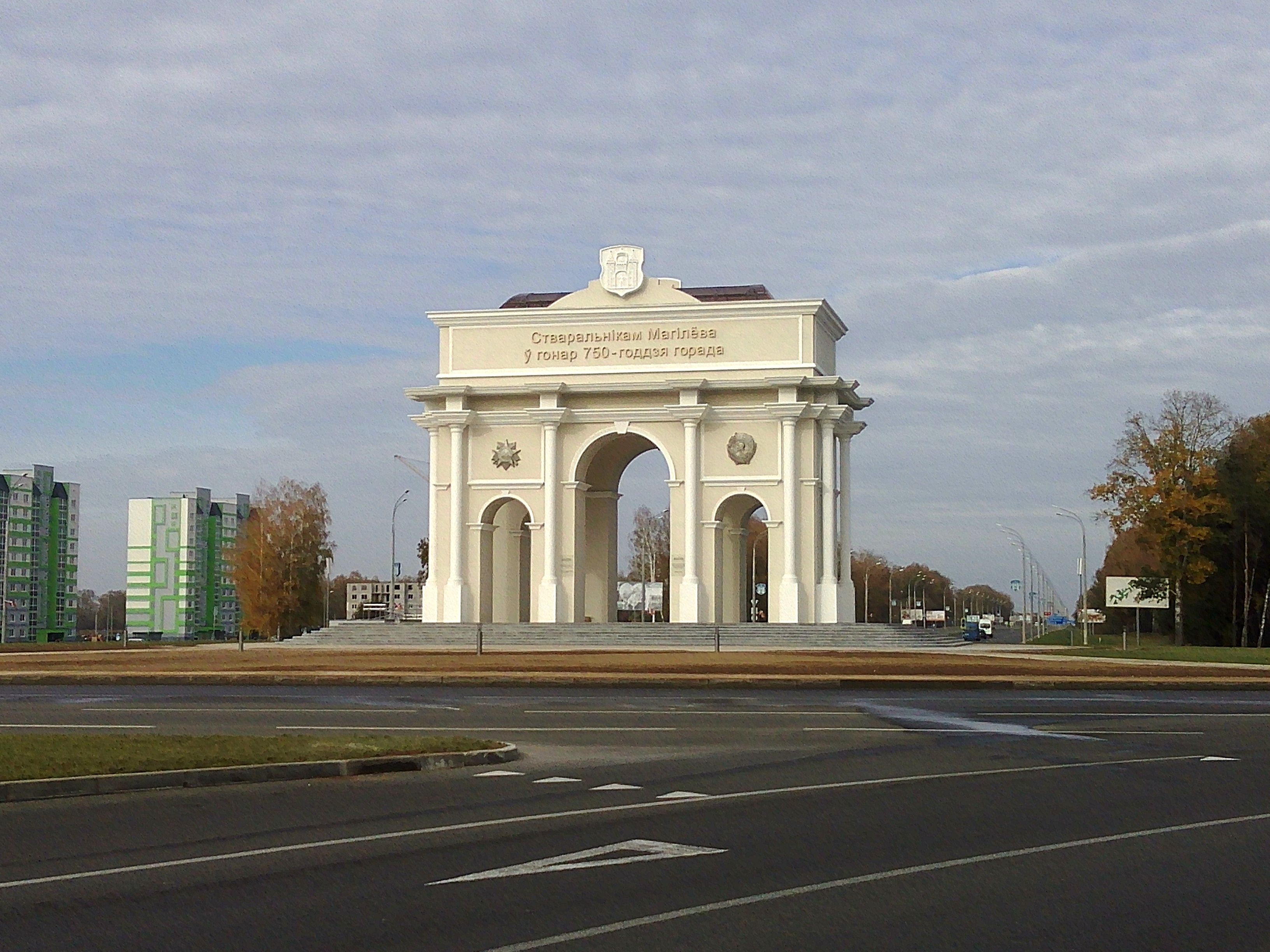
Триумфальная арка, 2018 год
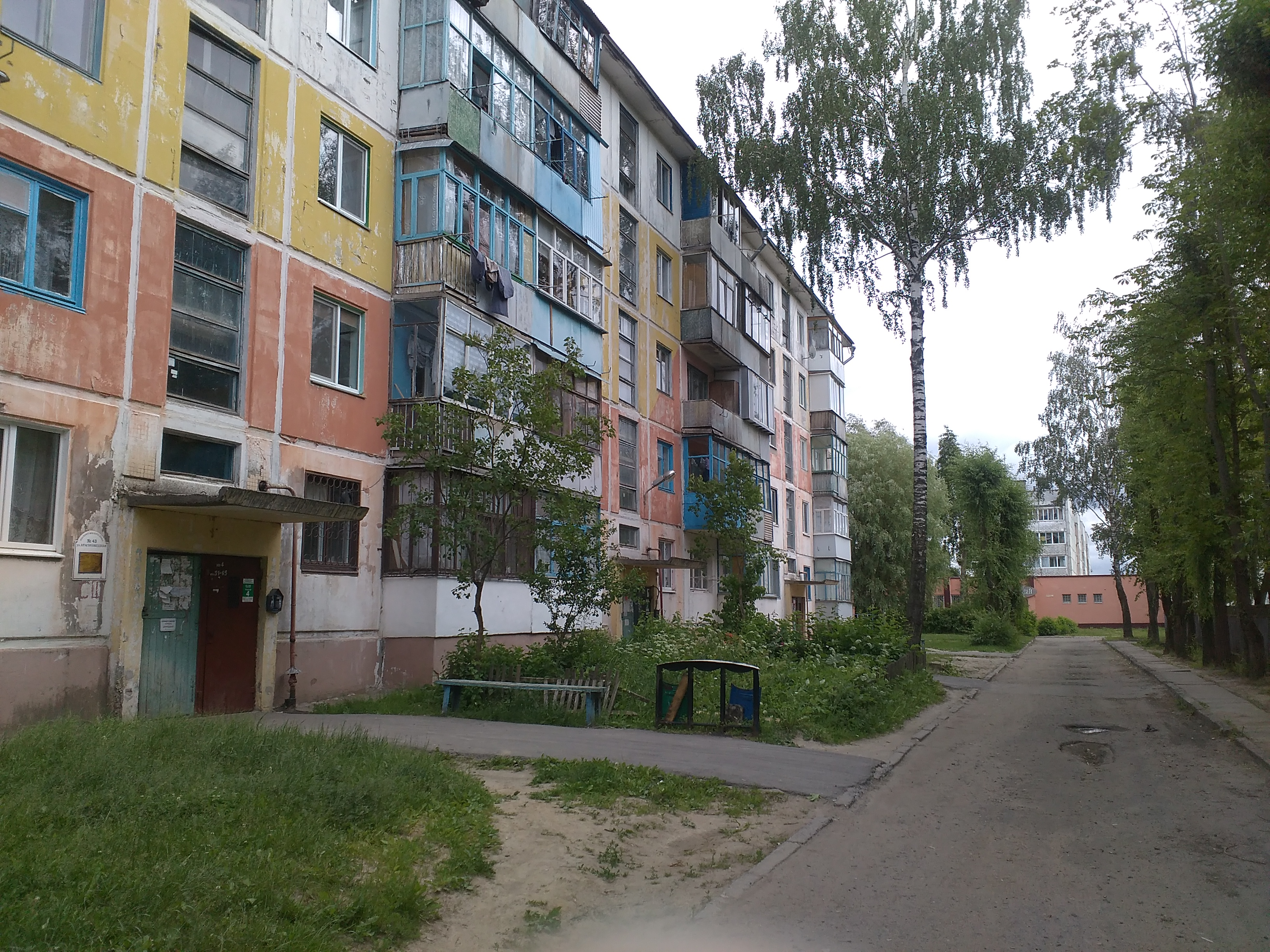
Улица Краснозвёздная, дом 43